# Tracy Moseley
Tracy Moseley (Worcester, 12 de abril de 1979) es una deportista británica que compitió en ciclismo de montaña en las disciplinas de descenso y eslalon dual.
Ganó tres medallas en el Campeonato Mundial de Ciclismo de Montaña entre los años 2006 y 2010, y seis medallas en el Campeonato Europeo de Ciclismo de Montaña entre los años 1999 y 2004.

## Palmarés internacional
| Campeonato Mundial | Campeonato Mundial        | Campeonato Mundial | Campeonato Mundial |
| Año                | Lugar                     | Medalla            | Competición        |
| ------------------ | ------------------------- | ------------------ | ------------------ |
| 2006               | Rotorua (Nueva Zelanda)   | Medalla de plata   | Descenso           |
| 2009               | Camberra (Australia)      | Medalla de plata   | Descenso           |
| 2010               | Mont-Sainte-Anne (Canadá) | Medalla de oro     | Descenso           |
| Campeonato Europeo |                           |                    |                    |
| Año                | Lugar                     | Medalla            | Competición        |
| 1999               | La Molina (España)        | Medalla de oro     | Dual               |
| 1999               | La Molina (España)        | Medalla de bronce  | Descenso           |
| 2000               | Vars (Francia)            | Medalla de oro     | Descenso           |
| 2001               | Livigno (Italia)          | Medalla de bronce  | Descenso           |
| 2001               | Livigno (Italia)          | Medalla de bronce  | Dual               |
| 2004               | Wałbrzych (Polonia)       | Medalla de bronce  | Descenso           |